# اندیس کناره۲
کناره۲ یک اندیس  است که در حوالی شهر دهلران استان ایلام قرار دارد و مادهٔ معدنی موجود در آن، نمک است.سنگ میزبان این اندیس گچ است و دیرینگی آن به دوران میوسن می‌رسد. 